# International Police Task Force
Die International Police Task Force, kurz  IPTF genannt, war eine aus internationalen Polizeikräften zusammengestellte, unbewaffnete "Monitor"(Beobachter)-Polizeieinheit in Bosnien-Herzegowina, welche im Rahmen der UNMIBH (United Nations Mission in Bosnia-Hercegovina) eingesetzt war. Amtssprache war für alle beteiligten Nationen Englisch; einheitlich wurde zu den jeweils landeseigenen Uniformen das blaue UN-Barett, ein blaues Halstuch und die UN-Identitycard (Dienstausweis) getragen. Die Einsatzfahrzeuge waren weiß mit deutlich erkennbarer UN-Beschriftung auf allen Seiten. 
Die Aufgabe der IPTF war die Überwachung des "Dayton-Agreements" und in diesem Zusammenhang die ständige Beobachtung der örtlichen Polizeikräfte, Hilfe beim Wiederaufbau einer demokratischen multiethnischen Polizei in gesamt Bosnien-Herzegowina, Vermitteln bei Streitigkeiten zwischen den Polizeitruppen der ehemaligen Kriegsparteien und Aufklärung über den Verbleib von Kriegsverbrechern. 
Verstöße jeglicher Art seitens örtlicher Polizeikräfte der bosnischen Serben, Kroaten und Bosnier gegen die gemeinsam ausgehandelten Waffenstillstandsbedingungen des Dayton-Agreements führten u. a. zu "Non-Compliance-Reports" (Nichteinhaltungsberichte) seitens der IPTF-Monitors an das UNMIBH-Headquarters/Sarajevo. Das hatte in nicht unerheblichen Ausmaß auch Entlassungen auffällig gewordener Polizeiangehöriger der ehemals verfeindeten Gruppen zur Folge, da diese nach dem Krieg u. a. auch von der UN besoldet wurden.
Die Angehörigen des deutschen Polizeikontingentes ("GEPOLCON" = German Police Contingent) der IPTF waren seinerzeit, was kaum bekannt ist, bereits vor der Bundeswehr flächendeckend im Einsatzgebiet Bosnien-Herzegowina eingesetzt und somit die ersten deutschen Uniformträger seit Ende des Zweiten Weltkrieges auf dem Balkan.
Der IPTF-Einsatz im Rahmen der UNMIBH dauerte vom Dezember 1995 bis Dezember 2002. Die Vereinten Nationen übergaben zum 1. Januar 2003 ihre polizeispezifischen Aufgaben an die Polizeimission der Europäischen Union, die aufgrund der mittlerweile stabileren Lage im Einsatzgebiet mit wesentlich weniger (europäischem) Polizeipersonal auskommt.